# Zeller (Familienname)
Zeller ist ein Familienname.

## Herkunft
Wie die meisten häufigen deutschsprachigen Familiennamen ist Zeller von einem Beruf bzw. Amt abgeleitet, hier von dem des Cellarius, auch Cellerarius, der für die Verwaltung und Vorratshaltung in mittelalterlichen Klostergütern zuständig war; vgl. ebenso die Namen Keller und Kellner.

## Namensträger

### A
- Adolf Zeller (1871–1946), deutscher Architekt und Autor
- Adolf Guyer-Zeller (1839–1899), Schweizer Unternehmer
- Adrien Zeller (1940–2009), französischer Politiker (UMP)
- Aemilian Zeller (1691–1760), Bibliothekar des Klosters St. Gallen
- Albert Zeller (1804–1877), deutscher Mediziner
- Alfons Zeller (* 1945), deutscher Politiker (CSU)
- Alfred Zeller (Prediger) (1872–1948), Schweizer Prediger
- Alfred Zeller (Agrarwissenschaftler) (1908–1976), österreichischer Agrikulturchemiker und Pflanzenphysiologe
- Alfred Zeller (Archivar) (1958–2015), deutscher Historiker, Archivar und Journalist
- Alfred Paul Zeller (1931–2006), deutscher Publizist und Übersetzer
- André Zeller (1898–1979), französischer General
- André-Paul Zeller (1918–2005), Schweizer Maler, Plastiker und Bühnenbildner
- Andreas Zeller (Politiker, 1903) (1903–1970), Schweizer Agraringenieur und Politiker
- Andreas Zeller (Politiker, 1948) (* 1948), Schweizer Politiker (FDP)
- Andreas Zeller (Pfarrer) (* 1955), Schweizer Theologe und Pfarrer
- Andreas Zeller (Informatiker) (* 1965), deutscher Informatiker und Hochschullehrer
- Andreas Zeller (Mediziner), Schweizer Internist
- Andreas Christoph Zeller (1684–1743), deutscher Theologe
- Angelino Zeller (* 1996), österreichischer Parakletterer
- Anselm Zeller (1938–2023), deutscher Geistlicher, Abt von St. Georgenberg-Fiecht
- Anton Zeller (1760–nach 1836), deutscher Maler
- Ariane Zeller, deutsche Regisseurin
- Art Zeller (1930–1999), US-amerikanischer Fotograf und Bodybuilder
- Arthur Zeller (Fotograf) (1881–1931), Schweizer Viehzüchter und Fotograf
- Arthur Zeller (1947–2013), Schweizer Rechtsanwalt, Politiker und Bankmanager
- August Zeller (1863–1918), US-amerikanischer Bildhauer

### B
- Bernd Zeller (* 1966), deutscher Satiriker, Cartoonist und Autor
- Bernhard Zeller (1919–2008), deutscher Literaturhistoriker und Archivar
- Berthold Zeller (1848–1899), französischer Historiker
- Bibiana Zeller (1928–2023), österreichische Schauspielerin

### C
- Cäcilie Zeller (geb. Cäcilie von Elsner; 1800–1876), deutsche Dichterin
- Carl Zeller (1842–1898), österreichischer Komponist
- Carl August Zeller (1774–1846), deutscher Pädagoge
- Caspar Zeller (1756–1823), deutscher Unternehmer
- Christa Zeller (1946–2019), Schweizer Philologin und Architekturhistorikerin
- Christian Zeller (Politiker) (1807–1865), deutscher Politiker, MdL Hessen
- Christian Zeller (Mathematiker) (1822–1899), deutscher Mathematiker und Geistlicher
- Christian Zeller (Geograph) (* 1962), österreichischer Wirtschaftsgeograph
- Christian David Zeller (1749–1812), deutscher Jurist
- Christian Heinrich Zeller (1779–1860), deutscher Pädagoge und Theologe
- Christoph Zeller (Bauernführer) († 1626), österreichischer Bauernführer
- Christoph Zeller (Theologe) (1605–1669), deutscher Theologe und Hochschullehrer
- Christoph Zeller (Unternehmer) (1779–1841), Schweizer Unternehmer
- Christoph Zeller (Germanist) (* 1968), deutscher Germanist
- Christopher Zeller (* 1984), deutscher Hockeyspieler
- Clemens Zeller (* 1984), österreichischer Läufer
- Cody Zeller (* 1992), US-amerikanischer Basketballspieler

### D
- Daniela Zeller (* 1976), österreichische Radiomoderatorin
- Dankwart Paul Zeller (1924–2010), deutscher Pfarrer und Schriftsteller
- Dieter Zeller (1939–2014), deutscher Religionswissenschaftler
- Dóra Zeller (* 1995), ungarische Fußballspielerin

### E
- Eberhard Zeller (1909–2003), deutscher Arzt und Historiker
- Eduard Zeller (1814–1908), deutscher Theologe und Philosoph
- Ella Zeller-Constantinescu (1933–2025), rumänische Tischtennisspielerin und -funktionärin
- Elsbeth Zeller (1890–1968), deutsche Gerechte unter den Völkern
- Emil Zeller (1931–2008), Schweizer Journalist
- Erich Zeller (1920–2001), deutscher Eiskunstläufer und Eiskunstlauftrainer
- Ernst von Zeller (1830–1902), deutscher Mediziner
- Ernst Zeller (Jurist) (* 1953), Schweizer Anwalt und Hochschullehrer
- Ernst Furrer-Zeller (1870–1926), Schweizer Ingenieur
- Eugen Zeller (Ingenieur) (1859–1934), Schweizer Ingenieur
- Eugen Zeller (Philologe) (1871–1953), deutscher Lehrer und Philologe, Korrespondenzpartner Hermann Hesses
- Eugen Zeller (Politiker) (1878–1966), deutscher Schriftsetzer und bayerischer Landtagsabgeordneter
- Eugen Zeller (Maler) (1889–1974), Schweizer Maler und Grafiker
- Eva Zeller (1923–2022), deutsche Schriftstellerin und Lyrikerin
- Eva Christina Zeller (* 1960), deutsche Lyrikerin und Hörfunkjournalistin

### F
- Felicia Zeller (* 1970), deutsche Autorin
- Florian Zeller (* 1979), französischer Autor und Filmemacher
- Florian Zeller (Eishockeyspieler) (* 1977), deutscher Eishockeyspieler
- Frank Zeller (* 1969), deutscher Schachspieler und -autor
- Franz Zeller (Maler) (1805–1876), österreichischer Maler und Lithograf
- Franz Zeller (Politiker) (1812–1891), österreichischer Kaufmann und Politiker, Salzburger Landtagsabgeordneter
- Franz Zeller (Architekt, 1825) (Franz Zeller senior; 1825–1891), österreichischer Baumeister und Architekt
- Franz Zeller (Architekt, 1865) (Franz Zeller junior; 1865–1925), österreichischer Architekt und Unternehmer
- Franz Zeller (Altphilologe) (1879–1953), deutscher Philologe und Herausgeber
- Franz Zeller (Widerstandskämpfer) (1900–1942), österreichischer Widerstandskämpfer
- Franz Zeller (Autor) (* 1966), österreichischer Journalist und Autor
- Franz-Xaver Zeller (* 1989), deutscher Schauspieler
- Frieda Zeller-Plinzner (1883–1970), deutsche Schriftstellerin und Missionarin
- Friedrich Zeller (Maler, 1817) (1817–1896), österreichischer Maler
- Friedrich Zeller (Paläontologe) (1881–1916), deutscher Lehrer, Geologe und Paläontologe
- Friedrich Zeller (Maler, 1890) (1890–1965), deutscher Maler
- Friedrich Zeller (Politiker) (1966–2022), deutscher Politiker (SPD)
- Friedrich Samuel Zeller (1860–1909), deutscher evangelischer Pfarrer, Direktor des Evangelischen Diakonievereins
- Fritz Zeller (Friedrich Zeller; 1896–1961), österreichischer Lehrer und Heimatforscher

### G
- Gabriele Zeller (* 1956), deutsche Indologin und Bibliothekarin
- Gaston Zeller (1890–1960), französischer Historiker
- Georg Bernhard Leopold Zeller (1728–1803), deutscher Geiger, Kapellmeister und Komponist
- Gottlieb Heinrich Zeller (1794–1864), deutscher Apotheker
- Gudula Zeller (* 1943), deutsche Archäologin
- Günter Zeller (Fußballspieler, 1961) (* 1961), deutscher Fußballspieler
- Günter Zeller (Fußballspieler, 1969) (* 1969), österreichischer Fußballspieler und -trainer
- Gustav Zeller (Politiker) (1850–1902), österreichischer Numismatiker und Politiker, Bürgermeister von Salzburg
- Gustav Hermann Zeller (1812–1884), deutscher Beamter, Naturforscher und Politiker, MdL Württemberg

### H
- Hans Zeller (Maler) (Hans Arnold Zeller; 1897–1983), Schweizer Maler
- Hans Zeller (Literaturwissenschaftler) (1926–2014), Schweizer Literaturwissenschaftler
- Hans Rudolf Zeller (1934–2019), deutscher Musiktheoretiker, Essayist, Komponist und Performancekünstler
- Heidi Zeller-Bähler (* 1967), Schweizer Skirennläuferin
- Heinrich Zeller (1856–1934), deutscher Sänger (Tenor)
- Heinrich Zeller (Jurist) (1874–1920), Schweizer Jurist und Staatsanwalt
- Heinrich Zeller-Horner (1810–1897), Schweizer Maler, Zeichner und Fabrikant
- Heinrich Zeller-Werdmüller (1844–1903), Schweizer Wirtschaftsmanager und Historiker
- Helene Johanna Zeller (1878–1964), deutsche Schriftstellerin
- Helmut Zeller (1918–2009), deutscher Ingenieur und Hochschullehrer in Aachen
- Henri Zeller (1896–1971), französischer General
- Hermann von Zeller (1849–1937), deutscher Jurist und Kirchenfunktionär
- Hermann Zeller (Tiermediziner) (1882–1961), deutscher Tiermediziner
- Hermann Zeller (Theologe) (1914–2014), deutscher Theologe und Jesuit
- Hermann Zeller (Holzbildhauer) (1919–2004), deutscher Holzbildhauer und Heimatpfleger
- Hermann Konrad Zeller (1883–1953), deutscher Pfarrer, Gerechter unter den Völkern

### J
- Jakob Zeller (1581–1620), deutscher Bildhauer, Kunstdrechsler und Elfenbeinschnitzer
- Jan-Christian Zeller (* 1981), deutscher Moderator
- Jan Patrick Zeller (* 1981), deutscher Slawist und Hochschullehrer
- Jo Zeller (* 1955), Schweizer Automobilrennfahrer
- Joachim Zeller (Politiker) (1952–2023), deutscher Politiker (CDU)
- Joachim Zeller (Historiker) (* 1958), deutscher Historiker
- Joachim Zeller (Fußballspieler) (* 1961), deutscher Fußballspieler
- Johann Zeller (Musiker) (Hansi Zeller; * 1972), deutscher Musiker, Komponist und Musikpädagoge
- Johann Baptist Zeller (1877–1959), Schweizer Maler
- Johann Friedrich Zeller (1769–1846), deutscher Jurist und Beamter
- Johann Gottfried Zeller (1656–1734), deutscher Mediziner
- Johann Jakob Zeller (auch Johan Jacob Zeller; 1626–1691), deutscher Geistlicher, Generalsuperintendent von Lippe
- Johann Konrad Zeller (auch Johann Conrad Zeller; 1807–1856), Schweizer Maler
- Johann Philipp Zeller (1824–1862), deutscher Mundartdichter
- Johann Sigmund Zeller von und zu Leibersdorf (1653–1729), deutscher Geistlicher
- Johannes Zeller (1462–1516), deutscher Ordensgeistlicher, Gelehrter und Humanist, siehe Johannes Trithemius
- Johannes Zeller (1656–1734), deutscher Mediziner, siehe Johann Gottfried Zeller
- Johannes Zeller (Missionar) (1830–1902), deutscher Missionar und Palästinaforscher
- Jörg Zeller (* 1971), deutscher Jurist, Wirtschaftsingenieur und Hochschullehrer
- Josef Zeller (1822–1890), österreichischer Architekt
- Joseph Zeller (1878–1929), deutscher Pfarrer und Historiker
- Joshua Zeller (* 2000), britischer Hürdenläufer
- Jules Zeller (1820–1900), französischer Historiker

### K
- Karl Zeller (Altphilologe) († 1968), deutscher Altphilologe und Übersetzer
- Karl Zeller (Mathematiker) (1924–2006), deutscher Mathematiker und Hochschullehrer
- Karl Zeller (Politiker) (* 1961), italienischer  Politiker
- Karl August Zeller (1898–1974), deutscher Verwaltungsjurist und Landrat
- Karl-Heinz Zeller (* 1960), Schweizer Politiker (Grüne)
- Katharina Zeller (* 1986), italienische Politikerin der Südtiroler Volkspartei (SVP)
- Katrin Zeller (* 1979), deutsche Skilangläuferin
- Klaus Zeller (1935–2018), deutscher Diplomat
- Kurt Zeller (1945–2009), österreichischer Archäologe und Museumsdirektor

### L
- Laurentius Zeller (1873–1945), deutscher Benediktiner, Titularbischof von Doryläum
- Lisa-Maria Zeller (* 1992), österreichische Skirennläuferin
- Louise Zeller (1823–1889), deutsche Autorin
- Ludwig Zeller (Politiker, 1844) (1844–1933), österreichischer Unternehmer und Politiker, Salzburger Landtagsabgeordneter
- Ludwig Zeller (Politiker, 1895) (1895–1976), deutscher Lehrer und Politiker (NSDAP)
- Ludwig Zeller Ocampo (1927–2019), chilenischer surrealistischer Dichter und bildender Künstler
- Luke Zeller (* 1987), US-amerikanischer Basketballspieler

### M
- Magnus Zeller (1888–1972), deutscher Maler und Grafiker
- Manfred Zeller (1954–2021), österreichischer Maler, Grafiker und Kulturveranstalter
- Marcel Zeller (1973–2016), deutscher Boxer
- Marie Zeller (1807–1847), deutsche Ehefrau von Albert Zeller
- Marty Zeller (* 1957), US-amerikanischer Basketballspieler und -trainer
- Max Zeller (Pharmazeut, 1834) (Maximilian Georg Zeller-Gaupp; 1834–1912), Schweizer Pharmazeut und Erfinder
- Max Zeller (Bauingenieur) (1891–1981), Schweizer Bauingenieur und Topograf
- Max Zeller-Fehr (1881–1954), Schweizer Pharmazeut und Unternehmensgründer
- Max Eduard Zeller (1913–1954), Schweizer Pharmazieunternehmer
- Michael Zeller (* 1944), deutscher Schriftsteller

### N
- Norbert Zeller (* 1950), deutscher Politiker (SPD)

### O
- Oskar Zeller (1863–1949), deutscher Chirurg
- Oskar Iden-Zeller (1879–1925), deutscher Ethnologe
- Otto Zeller (* 1953), deutscher Maler, Holzschneider und Illustrator

### P
- Paul Zeller (Geistlicher) (1848–1924), deutscher Geistlicher und Theologe
- Paul Zeller (Politiker) (1924–2012), Schweizer Politiker
- Paulus I. Zeller († 1563), deutscher Zisterzienser, Abt von Ebrach
- Peter Zeller (Theologe) (1655–1718), Schweizer reformierter Theologe
- Peter Zeller (Zollinspektor) (* 1946), österreichischer Zollinspektor
- Peter Zeller (Ingenieur), deutscher Ingenieur
- Philipp Zeller (* 1983), deutscher Hockeyspieler
- Philipp Christoph Zeller (1808–1883), deutscher Entomologe

### Q
- Quentin Zeller (* 1994), Schweizer Volleyballspieler

### R
- Reimar Zeller (1925–2007), deutscher Theologe und Kunsthistoriker
- Reinhold Zeller († 1355), Propst in Berchtesgaden
- René Zeller (1962–2018), Schweizer Journalist und Historiker
- Robert Zeller (1895–1966), deutscher Politiker (NSDAP)
- Rolf Zeller (Fußballspieler) (1934–2018), deutscher Fußballspieler
- Rolf Zeller (Genetiker), Schweizer Genetiker und Biomediziner
- Roman Zeller (* 1992), Schweizer Journalist
- Rosmarie Zeller (* 1946), Schweizer Germanistin und Hochschullehrerin
- Rudolf Zeller (Fabrikant) (1758–1832), Schweizer Fabrikant
- Rudolf Zeller (Geograph) (1869–1940), Schweizer Geograph
- Rudolf Zeller (Ingenieur) (1888–1945), Schweizer Bauingenieur
- Rudolf Jacob Zeller (1880–1948), deutscher Maler

### S
- Samuel Zeller (1834–1912), Schweizer Seelsorger und Missionar
- Sandro Zeller (* 1991), Schweizer Rennfahrer
- Sanford Myron Zeller (1885–1948), US-amerikanischer Pilzkundler
- Simon Zeller von Zellenberg (1746–1816), Leibarzt und Geburtshelfer in Wien
- Susanne Zeller (* 1951), deutsche Historikerin und Hochschullehrerin

### T
- Theodor Zeller (Künstler) (1900–1986), deutscher Maler und Grafiker
- Theodor Zeller (Landrat) (1902–1959), deutscher Verwaltungsbeamter
- Theodor Zeller (Pfarrer) (1917–2014), deutscher Lehrer und Pfarrer
- Thomas Zeller (Filmemacher) (* 1974), österreichischer Dokumentarfilm-Produzent, Regisseur, Kameramann und Fotograf
- Thomas Zeller (* 1976), deutscher Journalist
- Toni Zeller (1909–1962), deutscher Skilangläufer und Skispringer
- Tyler Zeller (* 1990), US-amerikanischer Basketballspieler

### U
- Uli Zeller (* 1976), deutscher Krankenpfleger, Theologe und Autor
- Ulrich Zeller (* 1956), deutscher Zoologe und Hochschullehrer
- Ursula Zeller (* 1958), deutsche Kunsthistorikerin und Museumsdirektorin

### W
- W. Jens Zeller (Walter Jens Zeller; * 1944), deutscher Mediziner
- Walter Zeller (1927–1995), deutscher Motorradrennfahrer
- Wera Zeller (* 1925), deutsche Schriftstellerin und Übersetzerin
- Werner Zeller (1906–2001), deutscher Ingenieur, Präsident des VBI und Herausgeber von Lärmbekämpfung
- Wilfried Zeller-Zellenberg (1910–1989), österreichischer Zeichner, Karikaturist und Autor
- Wilhelm Zeller (1842–1897), deutscher Schriftsteller, Jurist
- Wilhelm Zeller (Versicherungsmanager) (* 1944), deutscher Versicherungsmanager
- Willy Zeller (Journalist, 1900) (1900–1978), Schweizer Journalist, Schriftsteller und Fotograf
- Willy Zeller (Journalist, 1929) (1929–2018), Schweizer Wirtschaftsjournalist
- Willy Zeller (Unternehmer) (* 1931), deutscher Boxmanager und -veranstalter
- Winfried Zeller (1911–1982), deutscher Kirchenhistoriker
- Wolfgang Zeller (Maler, 1879) (1879–1973), deutscher Maler
- Wolfgang Zeller (Maler, 1883) (1883–1977), deutscher Maler
- Wolfgang Zeller (1893–1967), deutscher Komponist
- Wolfgang Zeller (Maler, 1900) (Wolfgang Zeller-Wolfeck; 1900–1987), deutscher Maler